# Pristimera fimbriata
Pristimera fimbriata är en benvedsväxtart som först beskrevs av Arthur Wallis Exell, och fick sitt nu gällande namn av R.H.Archer. Pristimera fimbriata ingår i släktet Pristimera och familjen Celastraceae. Inga underarter finns listade.